# Primera División de México 1975-76
La Temporada 1975-76 fue la edición XXXIV del campeonato de liga de la Primera División en la denominada "época profesional" del fútbol mexicano; Comenzó el 29 de octubre y finalizó el 8 de agosto.
América protagonizó una de las más singulares y relevantes coronaciones de un equipo en la fase final o  liguilla; ya que lo hizo luego de no recibir ni un solo gol en los 6 partidos que disputó, incluyendo los dos juegos de la final donde venció con global 4-0 a U de G, acumulando en total (si se incluye su último partido con gol recibido de la fase regular) poco más de 630 minutos sin recibir anotación.
En este torneo debutó en Primera División Tecos de la UAG, quien sustituyó como campeón de la Segunda División al descendido Ciudad Madero. Al final del torneo descendió por primera ocasión uno de los fundadores de la denominada "época profesional" en 1943-44, Atlante al perder la liguilla por el no descenso ante Atlético Potosino; Desde entonces América y Guadalajara permanecen como los únicos que han disputado todas las temporadas de la ya mencionada "era profesional".

## Sistema de competencia
Los veinte participantes fueron divididos en cuatro grupos de cinco equipos cada uno; todos disputan la fase regular bajo un sistema de liga, es decir, todos contra todos a visita recíproca; con un criterio de puntuación que otorga dos unidades por victoria, una por empate y cero por derrota. 
Clasifican a la disputa de la fase final por el título, el primer y segundo lugar de cada grupo (sin importar su ubicación en la tabla general). Los equipos clasificados son ubicados del 1 al 8 en duelos cruzados (es decir 1 vs 8, 2 vs 7, 3 vs 6 y 4 vs 5), se enfrentaban en rondas ida-vuelta o eliminación directa, con lo cual se presentó por primera vez la disputa de los cuartos de final. 
La definición de los partidos de liguilla tomaría como criterio el marcador global al final de los dos partidos. De haber empate en este, se alargaría el juego de vuelta a la disputa de dos tiempos extras de 15 minutos cada uno, y posteriormente Tiros desde el punto penal, hasta que se produjera un ganador. 
La liguilla por el no descenso, tendría un formato definitivo, en el que se enfrentarían los dos últimos lugares de la tabla general, únicamente si existiera una diferencia de tres puntos o menos entre los involucrados, de lo contrario el club con menos puntos descendería automáticamente a segunda división.
Los criterios de desempate para definir todas las posiciones serían la Diferencia de goles entre tantos anotados y los recibidos, después se consideraría el "gol average" o promedio de goles y finalmente la cantidad de goles anotados.

## Información de los equipos

### Ascensos y descensos
| Pos | Ascendido de la Segunda División 1974-75 |
| --- | ---------------------------------------- |
| 3.º | Tecos de la UAG                          |

| Pos | Descendido en la Primera División 1974-75 |
| --- | ----------------------------------------- |
| 18° | Ciudad Madero                             |

En la temporada 1975-1976 jugaron 20 equipos que se distribuían de la siguiente forma:
| Monterrey Tigres A. Potosino U de G Jalisco Atlas Guadalajara U.A.G León U. Curtidores A. Español Puebla Laguna Toluca Veracruz América Atlante Cruz Azul UNAM Zacatepec | \| Entidad Federativa \| N.º \| Equipos \| \| ------------------ \| --- \| ---------------------------------------------------- \| \| Distrito Federal \| 5 \| América, Atlante, Cruz Azul, UNAM y Atlético Español \| \| Jalisco \| 5 \| Atlas, Jalisco, Tecos, U de G y Guadalajara \| \| Guanajuato \| 2 \| León y Unión de Curtidores \| \| Nuevo León \| 2 \| Monterrey y UANL \| \| Estado de México \| 1 \| Toluca \| \| Coahuila \| 1 \| Laguna \| \| Morelos \| 1 \| Zacatepec \| \| Puebla \| 1 \| Puebla \| \| San Luis Potosí \| 1 \| Atlético Potosino \| \| Veracruz \| 1 \| Veracruz \| |                                                      |
| Entidad Federativa | N.º | Equipos                                              |
| Distrito Federal | 5 | América, Atlante, Cruz Azul, UNAM y Atlético Español |
| Jalisco | 5 | Atlas, Jalisco, Tecos, U de G y Guadalajara          |
| Guanajuato | 2 | León y Unión de Curtidores                           |
| Nuevo León | 2 | Monterrey y UANL                                     |
| Estado de México | 1 | Toluca                                               |
| Coahuila | 1 | Laguna                                               |
| Morelos | 1 | Zacatepec                                            |
| Puebla | 1 | Puebla                                               |
| San Luis Potosí | 1 | Atlético Potosino                                    |
| Veracruz | 1 | Veracruz                                             |

### Información de los equipos
| Equipo                     | Ciudad                           | Estadio                | Capacidad |
| -------------------------- | -------------------------------- | ---------------------- | --------- |
| América                    | México, D. F.                    | Azteca                 | 110,000   |
| Atlante                    | México, D. F.                    | Azteca                 | 110,000   |
| Atlas                      | Guadalajara, Jalisco             | Jalisco                | 56,000    |
| Atlético Español           | México, D. F.                    | Azteca                 | 110,000   |
| Atlético Potosino          | San Luis Potosí, San Luis Potosí | Plan de San Luis       | 20,000    |
| Cruz Azul                  | México, D. F.                    | Azteca                 | 110,000   |
| Guadalajara                | Guadalajara, Jalisco             | Jalisco                | 56,000    |
| Jalisco                    | Guadalajara, Jalisco             | Jalisco                | 56,000    |
| Laguna                     | Torreón, Coahuila                | Moctezuma              | 18,000    |
| León                       | León, Guanajuato                 | León                   | 30,000    |
| Monterrey                  | Monterrey, Nuevo León            | Universitario          | 44,000    |
| Puebla                     | Puebla, Puebla                   | Cuauhtémoc             | 36,000    |
| Tecos UAG                  | Zapopan, Jalisco                 | Tres de Marzo          | 25,000    |
| Tigres UANL                | Monterrey, Nuevo León            | Universitario          | 44,000    |
| Toluca                     | Toluca, Estado de México         | Toluca 70              | 27,000    |
| Unión de Curtidores        | León, Guanajuato                 | La Martinica           | 11,000    |
| Universidad de Guadalajara | Guadalajara, Jalisco             | Jalisco                | 56,000    |
| UNAM                       | México, D. F.                    | Olímpico Universitario | 66,000    |
| Veracruz                   | Veracruz, Veracruz               | Luis "Pirata" Fuente   | 30,000    |
| Zacatepec                  | Zacatepec, Morelos               | Agustín Coruco Díaz    | 18,000    |

## Tabla general
| Pos. | Equipo              | Pts. | PJ | G  | E  | P  | GF | GC | Dif. | Clasificación                   |
| ---- | ------------------- | ---- | -- | -- | -- | -- | -- | -- | ---- | ------------------------------- |
| 1    | América (C)         | 53   | 38 | 23 | 7  | 8  | 62 | 40 | +22  | Cuartos de final de la liguilla |
| 2    | UNAM                | 49   | 38 | 18 | 13 | 7  | 67 | 40 | +27  | Cuartos de final de la liguilla |
| 3    | León                | 46   | 38 | 17 | 12 | 9  | 57 | 38 | +19  | Cuartos de final de la liguilla |
| 4    | Cruz Azul           | 44   | 38 | 15 | 14 | 9  | 60 | 38 | +22  | Cuartos de final de la liguilla |
| 5    | Monterrey           | 44   | 38 | 16 | 12 | 10 | 47 | 37 | +10  | Cuartos de final de la liguilla |
| 6    | U de G              | 43   | 38 | 15 | 13 | 10 | 51 | 36 | +15  | Cuartos de final de la liguilla |
| 7    | Toluca              | 40   | 38 | 14 | 12 | 12 | 47 | 41 | +6   |                                 |
| 8    | Unión de Curtidores | 40   | 38 | 10 | 20 | 8  | 52 | 47 | +5   | Cuartos de final de la liguilla |
| 9    | Laguna              | 39   | 38 | 12 | 15 | 11 | 53 | 46 | +7   |                                 |
| 10   | Atlético Español    | 38   | 38 | 10 | 18 | 10 | 51 | 48 | +3   |                                 |
| 11   | Atlas               | 37   | 38 | 13 | 11 | 14 | 59 | 57 | +2   |                                 |
| 12   | Tigres UANL         | 37   | 38 | 12 | 13 | 13 | 50 | 54 | −4   |                                 |
| 13   | Tecos UAG           | 37   | 38 | 13 | 11 | 14 | 40 | 52 | −12  | Cuartos de final de la liguilla |
| 14   | Guadalajara         | 35   | 38 | 11 | 13 | 14 | 47 | 52 | −5   |                                 |
| 15   | Jalisco             | 33   | 38 | 10 | 13 | 15 | 59 | 62 | −3   |                                 |
| 16   | Zacatepec           | 32   | 38 | 12 | 8  | 18 | 41 | 57 | −16  |                                 |
| 17   | Veracruz            | 32   | 38 | 10 | 12 | 16 | 38 | 64 | −26  |                                 |
| 18   | Puebla              | 28   | 38 | 9  | 10 | 19 | 42 | 61 | −19  |                                 |
| 19   | Atlante (D)         | 27   | 38 | 5  | 17 | 16 | 27 | 53 | −26  | Liguilla por el no descenso     |
| 20   | Atlético Potosino   | 26   | 38 | 10 | 6  | 22 | 40 | 67 | −27  | Liguilla por el no descenso     |

 Fuente: RSSSF

### Grupos

#### Grupo 1
| Pos. | Equipo            | Pts. | PJ | G  | E  | P  | GF | GC | Dif. | Clasificación                   |
| ---- | ----------------- | ---- | -- | -- | -- | -- | -- | -- | ---- | ------------------------------- |
| 1    | América (C)       | 53   | 38 | 23 | 7  | 8  | 62 | 40 | +22  | Cuartos de final de la liguilla |
| 2    | Tecos UAG         | 37   | 38 | 13 | 11 | 14 | 40 | 52 | −12  | Cuartos de final de la liguilla |
| 3    | Guadalajara       | 35   | 38 | 11 | 13 | 14 | 47 | 52 | −5   |                                 |
| 4    | Puebla            | 28   | 38 | 9  | 10 | 19 | 42 | 61 | −19  |                                 |
| 5    | Atlético Potosino | 26   | 38 | 10 | 6  | 22 | 40 | 67 | −27  | Liguilla por el no descenso     |

 Fuente: RSSSF

#### Grupo 2
| Pos. | Equipo              | Pts. | PJ | G  | E  | P  | GF | GC | Dif. | Clasificación                   |
| ---- | ------------------- | ---- | -- | -- | -- | -- | -- | -- | ---- | ------------------------------- |
| 1    | Monterrey           | 44   | 38 | 16 | 12 | 10 | 47 | 37 | +10  | Cuartos de final de la liguilla |
| 2    | Unión de Curtidores | 40   | 38 | 10 | 20 | 8  | 52 | 47 | +5   | Cuartos de final de la liguilla |
| 3    | Atlas               | 37   | 38 | 13 | 11 | 14 | 59 | 57 | +2   |                                 |
| 4    | Tigres UANL         | 37   | 38 | 12 | 13 | 13 | 50 | 54 | −4   |                                 |
| 5    | Atlante (D)         | 27   | 38 | 5  | 17 | 16 | 27 | 53 | −26  | Liguilla por el no descenso     |

 Fuente: RSSSF

#### Grupo 3
| Pos. | Equipo           | Pts. | PJ | G  | E  | P  | GF | GC | Dif. | Clasificación                   |
| ---- | ---------------- | ---- | -- | -- | -- | -- | -- | -- | ---- | ------------------------------- |
| 1    | Cruz Azul        | 44   | 38 | 15 | 14 | 9  | 60 | 38 | +22  | Cuartos de final de la liguilla |
| 2    | U de G           | 43   | 38 | 15 | 13 | 10 | 51 | 36 | +15  | Cuartos de final de la liguilla |
| 3    | Atlético Español | 38   | 38 | 10 | 18 | 10 | 51 | 48 | +3   |                                 |
| 4    | Zacatepec        | 32   | 38 | 12 | 8  | 18 | 41 | 57 | −16  |                                 |
| 5    | Veracruz         | 32   | 38 | 10 | 12 | 16 | 38 | 64 | −26  |                                 |

 Fuente: RSSSF

#### Grupo 4
| Pos. | Equipo  | Pts. | PJ | G  | E  | P  | GF | GC | Dif. | Clasificación                   |
| ---- | ------- | ---- | -- | -- | -- | -- | -- | -- | ---- | ------------------------------- |
| 1    | UNAM    | 49   | 38 | 18 | 13 | 7  | 67 | 40 | +27  | Cuartos de final de la liguilla |
| 2    | León    | 46   | 38 | 17 | 12 | 9  | 57 | 38 | +19  | Cuartos de final de la liguilla |
| 3    | Toluca  | 40   | 38 | 14 | 12 | 12 | 47 | 41 | +6   |                                 |
| 4    | Laguna  | 39   | 38 | 12 | 15 | 11 | 53 | 46 | +7   |                                 |
| 5    | Jalisco | 33   | 38 | 10 | 13 | 15 | 59 | 62 | −3   |                                 |

 Fuente: RSSSF

## Resultados
| Local \ Visitante   | AME | ATT | ATS | AES | APO | CAZ | GDL | JAL | LAG | LEO | MTY | PUE | TOL | UDC | UAG | UNL | UDG | UNM | VER | ZAC |
| ------------------- | --- | --- | --- | --- | --- | --- | --- | --- | --- | --- | --- | --- | --- | --- | --- | --- | --- | --- | --- | --- |
| América             | —   | 0–1 | 3–2 | 3–2 | 1–0 | 4–2 | 0–0 | 2–1 | 2–1 | 0–0 | 1–0 | 1–0 | 3–1 | 3–0 | 1–3 | 1–0 | 0–3 | 2–1 | 4–2 | 4–0 |
| Atlante             | 0–0 | —   | 1–1 | 0–1 | 1–0 | 1–1 | 0–2 | 1–2 | 0–0 | 1–1 | 0–0 | 1–0 | 1–1 | 0–1 | 1–0 | 1–1 | 0–1 | 2–2 | 0–0 | 0–1 |
| Atlas               | 0–1 | 3–2 | —   | 2–1 | 5–1 | 1–2 | 1–2 | 2–1 | 1–3 | 1–0 | 0–2 | 2–2 | 1–1 | 1–1 | 0–2 | 1–2 | 2–1 | 3–1 | 2–0 | 0–0 |
| Atlético Español    | 1–1 | 3–0 | 2–2 | —   | 3–0 | 2–2 | 2–2 | 4–4 | 1–1 | 3–1 | 1–2 | 0–0 | 2–0 | 0–0 | 3–2 | 0–0 | 2–2 | 1–0 | 0–0 | 1–1 |
| Atlético Potosino   | 0–2 | 0–1 | 3–2 | 2–1 | —   | 1–0 | 0–0 | 2–7 | 1–3 | 1–1 | 1–0 | 0–4 | 0–1 | 1–0 | 1–1 | 1–0 | 1–4 | 0–1 | 2–0 | 6–2 |
| Cruz Azul           | 2–2 | 3–2 | 2–0 | 1–1 | 0–0 | —   | 0–2 | 1–0 | 3–2 | 0–0 | 0–1 | 3–1 | 1–0 | 1–1 | 2–0 | 5–0 | 2–0 | 0–0 | 7–0 | 2–1 |
| Guadalajara         | 0–3 | 5–0 | 1–2 | 1–0 | 1–1 | 2–1 | —   | 0–3 | 0–1 | 2–2 | 2–0 | 3–0 | 2–1 | 2–4 | 2–2 | 0–0 | 1–1 | 1–2 | 2–3 | 0–1 |
| Jalisco             | 3–2 | 2–2 | 3–2 | 0–0 | 1–2 | 0–2 | 2–2 | —   | 1–1 | 0–1 | 1–1 | 5–2 | 3–4 | 1–1 | 0–2 | 3–2 | 1–0 | 0–0 | 1–0 | 2–1 |
| Laguna              | 0–1 | 4–2 | 2–2 | 2–2 | 1–0 | 1–1 | 1–2 | 2–2 | —   | 2–1 | 1–2 | 3–1 | 0–1 | 1–1 | 3–1 | 3–2 | 0–1 | 1–1 | 0–0 | 0–0 |
| León                | 2–1 | 1–1 | 2–2 | 3–1 | 2–1 | 3–1 | 1–2 | 3–1 | 1–1 | —   | 0–1 | 4–2 | 4–1 | 0–0 | 2–0 | 4–0 | 1–1 | 1–1 | 3–0 | 0–1 |
| Monterrey           | 3–1 | 1–1 | 1–2 | 1–2 | 2–1 | 0–0 | 0–0 | 1–1 | 2–1 | 1–2 | —   | 3–1 | 2–0 | 3–1 | 1–2 | 0–0 | 3–1 | 1–0 | 2–0 | 4–3 |
| Puebla              | 0–1 | 1–1 | 2–1 | 0–2 | 4–2 | 0–4 | 1–0 | 1–1 | 1–2 | 0–1 | 2–2 | —   | 2–3 | 1–1 | 2–0 | 2–1 | 0–3 | 1–1 | 4–0 | 3–2 |
| Toluca              | 6–0 | 1–1 | 1–0 | 2–1 | 2–0 | 1–1 | 0–0 | 3–1 | 0–1 | 0–0 | 0–0 | 0–1 | —   | 1–0 | 1–1 | 1–2 | 1–0 | 1–3 | 2–0 | 4–0 |
| Unión de Curtidores | 1–1 | 1–1 | 0–1 | 4–4 | 1–0 | 2–1 | 1–1 | 2–1 | 3–5 | 1–3 | 3–0 | 1–1 | 1–1 | —   | 4–0 | 5–2 | 2–2 | 1–1 | 4–2 | 1–1 |
| Tecos UAG           | 0–3 | 2–0 | 0–0 | 1–0 | 1–0 | 0–0 | 1–0 | 2–0 | 2–2 | 3–1 | 2–1 | 0–0 | 0–1 | 0–0 | —   | 1–2 | 0–0 | 1–3 | 3–0 | 0–1 |
| Tigres UANL         | 2–1 | 4–0 | 2–2 | 1–2 | 3–1 | 2–2 | 3–1 | 1–1 | 0–0 | 1–0 | 0–1 | 0–0 | 2–2 | 1–1 | 2–0 | —   | 1–0 | 4–2 | 3–1 | 2–2 |
| U. de G.            | 1–2 | 3–0 | 1–3 | 0–0 | 4–2 | 2–1 | 1–1 | 0–0 | 3–1 | 0–1 | 1–1 | 2–0 | 2–0 | 0–0 | 1–1 | 1–1 | —   | 2–2 | 2–0 | 1–0 |
| UNAM                | 0–0 | 2–0 | 3–2 | 3–0 | 3–1 | 0–2 | 4–0 | 4–3 | 2–1 | 3–2 | 1–1 | 1–0 | 2–1 | 2–2 | 9–0 | 2–1 | 1–0 | —   | 0–0 | 3–0 |
| Veracruz            | 0–3 | 1–1 | 2–2 | 2–0 | 1–1 | 2–2 | 3–2 | 1–0 | 0–0 | 1–2 | 1–0 | 2–0 | 1–1 | 1–0 | 2–2 | 2–0 | 1–2 | 1–1 | —   | 2–1 |
| Zacatepec           | 0–2 | 1–0 | 1–3 | 0–0 | 1–4 | 1–0 | 4–1 | 3–1 | 1–0 | 0–1 | 1–1 | 2–0 | 0–0 | 0–1 | 1–2 | 2–0 | 1–2 | 1–0 | 3–4 | —   |

## Goleo individual
Con 29 goles en la temporada regular, Evanivaldo Castro "Cabinho", delantero de la U.N.A.M., consigue coronarse por primera ocasión como campeón de goleo.
|     | Jugador                | Club                | Goles |
| --- | ---------------------- | ------------------- | ----- |
| 1.  | Cabinho                | U.N.A.M.            | 29    |
| 2.  | Osvaldo Castro         | Jalisco             | 26    |
| 3.  | Alfredo Jiménez        | U.A.N.L.            | 23    |
| 4.  | Alcindo                | América             | 20    |
| 5.  | Carlos Eloir Perucci   | Laguna              | 18    |
| 6.  | José de Jesús Aceves   | Atlas               | 17    |
| 7.  | Bernardino García      | Atlas               | 16    |
| 8.  | Roberto Salomone       | León                | 16    |
| 9.  | Ítalo Estupiñán        | Toluca              | 14    |
| 10. | Hugo Dávila            | Unión de Curtidores | 13    |
| 11. | Miguel Ángel Gamboa    | U.A.G.              | 13    |
| 12. | José Antonio Rodríguez | Laguna              | 13    |

## Liguilla por el No Descenso
| 25 de julio de 1976 | Atlético Potosino      | 2:1 (2:1) | Atlante    | Estadio Plan de San Luis, San Luis Potosí |                                 |
|                     | Coscia 9' · Davino 36' |           | Romero 39' | Árbitro(s): Mario Rubio Vázquez           | Árbitro(s): Mario Rubio Vázquez |

| 29 de julio de 1976                        | Atlante | 0:0 | Atlético Potosino | Estadio Azteca, Ciudad de México                                       |  |
|                                            |         |     |                   | Asistencia: 25 000 espectadores Árbitro(s): Alfonso González Archundia |  |
| Atlante descendió a Segunda División (1-2) |         |     |                   |                                                                        |  |

## Liguilla
|  | Cuartos de final                                                 | Cuartos de final                                                 | Cuartos de final                                                 | Cuartos de final                                                 | Cuartos de final                                                 |   |   | Semifinales                                                               | Semifinales                                                               | Semifinales                                                               | Semifinales                                                               | Semifinales                                                               |  |   | Final                                                  | Final                                                  | Final                                                  | Final                                                  | Final                                                  |  |
|  | 21 y 22 de julio de 1976 (ida) 24 y 25 de julio de 1976 (vuelta) | 21 y 22 de julio de 1976 (ida) 24 y 25 de julio de 1976 (vuelta) | 21 y 22 de julio de 1976 (ida) 24 y 25 de julio de 1976 (vuelta) | 21 y 22 de julio de 1976 (ida) 24 y 25 de julio de 1976 (vuelta) | 21 y 22 de julio de 1976 (ida) 24 y 25 de julio de 1976 (vuelta) |   |   | 28 y 29 de julio de 1976 (ida) 31 de julio y 1 de agosto de 1976 (vuelta) | 28 y 29 de julio de 1976 (ida) 31 de julio y 1 de agosto de 1976 (vuelta) | 28 y 29 de julio de 1976 (ida) 31 de julio y 1 de agosto de 1976 (vuelta) | 28 y 29 de julio de 1976 (ida) 31 de julio y 1 de agosto de 1976 (vuelta) | 28 y 29 de julio de 1976 (ida) 31 de julio y 1 de agosto de 1976 (vuelta) |  |   | 4 de agosto de 1976 (ida) 8 de agosto de 1976 (vuelta) | 4 de agosto de 1976 (ida) 8 de agosto de 1976 (vuelta) | 4 de agosto de 1976 (ida) 8 de agosto de 1976 (vuelta) | 4 de agosto de 1976 (ida) 8 de agosto de 1976 (vuelta) | 4 de agosto de 1976 (ida) 8 de agosto de 1976 (vuelta) |  |
|  |                                                                  |                                                                  |                                                                  |                                                                  |                                                                  |   |   |                                                                           |                                                                           |                                                                           |                                                                           |                                                                           |  |   |                                                        |                                                        |                                                        |                                                        |                                                        |  |
|  |                                                                  |                                                                  |                                                                  |                                                                  |                                                                  |   |   |                                                                           |                                                                           |                                                                           |                                                                           |                                                                           |  |   |                                                        |                                                        |                                                        |                                                        |                                                        |  |
|  | 1                                                                | América                                                          | 1                                                                | 0                                                                | 1                                                                |   |   |                                                                           |                                                                           |                                                                           |                                                                           |                                                                           |  |   |                                                        |                                                        |                                                        |                                                        |                                                        |  |
|  | 1                                                                | América                                                          | 1                                                                | 0                                                                | 1                                                                |   |   |                                                                           |                                                                           |                                                                           |                                                                           |                                                                           |  |   |                                                        |                                                        |                                                        |                                                        |                                                        |  |
|  | 13                                                               | Tecos UAG                                                        | 0                                                                | 0                                                                | 0                                                                |   |   |                                                                           |                                                                           |                                                                           |                                                                           |                                                                           |  |   |                                                        |                                                        |                                                        |                                                        |                                                        |  |
|  | 13                                                               | Tecos UAG                                                        | 0                                                                | 0                                                                | 0                                                                |   | 1 | América                                                                   | 1                                                                         | 1                                                                         | 2                                                                         |                                                                           |  |   |                                                        |                                                        |                                                        |                                                        |                                                        |  |
|  |                                                                  |                                                                  |                                                                  |                                                                  |                                                                  |   | 1 | América                                                                   | 1                                                                         | 1                                                                         | 2                                                                         |                                                                           |  |   |                                                        |                                                        |                                                        |                                                        |                                                        |  |
|  |                                                                  |                                                                  | 8                                                                | Unión de Curtidores                                              | 0                                                                | 0 | 0 |                                                                           |                                                                           |                                                                           |                                                                           |                                                                           |  |   |                                                        |                                                        |                                                        |                                                        |                                                        |  |
|  | 2                                                                | UNAM                                                             | 8                                                                | Unión de Curtidores                                              | 0                                                                | 0 | 0 | 0                                                                         | 2                                                                         | 2                                                                         |                                                                           |                                                                           |  |   |                                                        |                                                        |                                                        |                                                        |                                                        |  |
|  | 2                                                                | UNAM                                                             |                                                                  |                                                                  |                                                                  |   |   |                                                                           |                                                                           | 2                                                                         |                                                                           |                                                                           |  |   |                                                        |                                                        |                                                        |                                                        |                                                        |  |
|  | 8                                                                | Unión de Curtidores                                              | 3                                                                | 1                                                                | 4                                                                |   |   |                                                                           |                                                                           |                                                                           |                                                                           |                                                                           |  |   |                                                        |                                                        |                                                        |                                                        |                                                        |  |
|  | 8                                                                | Unión de Curtidores                                              | 3                                                                | 1                                                                | 4                                                                |   |   |                                                                           |                                                                           |                                                                           |                                                                           |                                                                           |  | 1 | América                                                | 3                                                      | 1                                                      | 4                                                      |                                                        |  |
|  |                                                                  |                                                                  |                                                                  |                                                                  |                                                                  |   |   |                                                                           |                                                                           |                                                                           |                                                                           |                                                                           |  | 1 | América                                                | 3                                                      | 1                                                      | 4                                                      |                                                        |  |
|  |                                                                  |                                                                  | 6                                                                | U de G                                                           | 0                                                                | 0 | 0 |                                                                           |                                                                           |                                                                           |                                                                           |                                                                           |  |   |                                                        |                                                        |                                                        |                                                        |                                                        |  |
|  | 4                                                                | Cruz Azul                                                        | 6                                                                | U de G                                                           | 0                                                                | 0 | 0 | 1                                                                         | 1                                                                         | 2                                                                         |                                                                           |                                                                           |  |   |                                                        |                                                        |                                                        |                                                        |                                                        |  |
|  | 4                                                                | Cruz Azul                                                        |                                                                  |                                                                  |                                                                  |   |   |                                                                           |                                                                           | 2                                                                         |                                                                           |                                                                           |  |   |                                                        |                                                        |                                                        |                                                        |                                                        |  |
|  | 5                                                                | Monterrey                                                        | 5                                                                | 2                                                                | 7                                                                |   |   |                                                                           |                                                                           |                                                                           |                                                                           |                                                                           |  |   |                                                        |                                                        |                                                        |                                                        |                                                        |  |
|  | 5                                                                | Monterrey                                                        | 5                                                                | 2                                                                | 7                                                                |   | 5 | Monterrey                                                                 | 1                                                                         | 1                                                                         | 2                                                                         |                                                                           |  |   |                                                        |                                                        |                                                        |                                                        |                                                        |  |
|  |                                                                  |                                                                  |                                                                  |                                                                  |                                                                  |   | 5 | Monterrey                                                                 | 1                                                                         | 1                                                                         | 2                                                                         |                                                                           |  |   |                                                        |                                                        |                                                        |                                                        |                                                        |  |
|  |                                                                  |                                                                  | 6                                                                | U de G                                                           | 1                                                                | 2 | 3 |                                                                           |                                                                           |                                                                           |                                                                           |                                                                           |  |   |                                                        |                                                        |                                                        |                                                        |                                                        |  |
|  | 3                                                                | León                                                             | 6                                                                | U de G                                                           | 1                                                                | 2 | 3 | 0                                                                         | 0                                                                         | 0                                                                         |                                                                           |                                                                           |  |   |                                                        |                                                        |                                                        |                                                        |                                                        |  |
|  | 3                                                                | León                                                             |                                                                  |                                                                  |                                                                  |   |   |                                                                           |                                                                           | 0                                                                         |                                                                           |                                                                           |  |   |                                                        |                                                        |                                                        |                                                        |                                                        |  |
|  | 6                                                                | U de G                                                           | 5                                                                | 1                                                                | 6                                                                |   |   |                                                                           |                                                                           |                                                                           |                                                                           |                                                                           |  |   |                                                        |                                                        |                                                        |                                                        |                                                        |  |
|  | 6                                                                | U de G                                                           | 5                                                                | 1                                                                | 6                                                                |   |   |                                                                           |                                                                           |                                                                           |                                                                           |                                                                           |  |   |                                                        |                                                        |                                                        |                                                        |                                                        |  |
|  |                                                                  |                                                                  |                                                                  |                                                                  |                                                                  |   |   |                                                                           |                                                                           |                                                                           |                                                                           |                                                                           |  |   |                                                        |                                                        |                                                        |                                                        |                                                        |  |

### Cuartos de final
| 21 de julio de 1976 | Unión de Curtidores                                        | 3:0 (0:0) | UNAM | Estadio León, León de Los Aldama |                                  |
|                     | Cardaccio 50' · Mejía Barón 82' (a.g.) · Dávila 90' (pen.) |           |      | Árbitro(s): Jorge Alberto Leanza | Árbitro(s): Jorge Alberto Leanza |

| 24 de julio de 1976                             | UNAM                      | 2:1 (0:0) | Unión de Curtidores | Estadio Olímpico Universitario, Ciudad de México |                            |
|                                                 | Cabinho 53' · Vergara 62' |           | Álvarez 80'         | Árbitro(s): Javier Galindo                       | Árbitro(s): Javier Galindo |
| Unión de Curtidores avanzó a Semifinales (1-5). |                           |           |                     |                                                  |                            |

| 22 de julio de 1976 | Tecos de la UAG | 0:1 (0:1) | América     | Estadio Tres de Marzo, Zapopan |                                |
|                     |                 |           | Alcindo 42' | Árbitro(s): Domingo de la Mora | Árbitro(s): Domingo de la Mora |

| 25 de julio de 1976                 | América | 0:0 | Tecos de la UAG | Estadio Azteca, Ciudad de México    |  |
|                                     |         |     |                 | Árbitro(s): Enrique Mendoza Guillén |  |
| América avanzó a Semifinales (1-0). |         |     |                 |                                     |  |

| 21 de julio de 1976 | Universidad de Guadalajara                              | 5:0 (2:0) | León | Estadio Jalisco, Guadalajara     |                                  |
|                     | Jair 14', 56' · Chavarín 29', 54' · Martínez 90' (pen.) |           |      | Árbitro(s): Marcel Pérez Guevara | Árbitro(s): Marcel Pérez Guevara |

| 25 de julio de 1976                                    | León | 0:1 (0:1) | Universidad de Guadalajara | Estadio León, León de Los Aldama       |                                        |
|                                                        |      |           | Chavarín 34'               | Árbitro(s): Alfonso González Archundia | Árbitro(s): Alfonso González Archundia |
| Universidad de Guadalajara avanzó a Semifinales (0-6). |      |           |                            |                                        |                                        |

| 21 de julio de 1976 | Monterrey                                                  | 5:1 (0:0) | Cruz Azul      | Estadio Universitario, Monterrey |                           |
|                     | Corbo 45' (pen.), 59', 80' (pen.) · Solís 46' · Carlos 87' |           | Mendizábal 55' | Árbitro(s): Jesús Mercado        | Árbitro(s): Jesús Mercado |

| 24 de julio de 1976                   | Cruz Azul | 1:2 (1:1) | Monterrey                       | Estadio Azteca, Ciudad de México  |                                   |
|                                       | Vera 8'   |           | Flores 42' (a.g.) · Montoya 75' | Árbitro(s): Abel Aguilar Elizalde | Árbitro(s): Abel Aguilar Elizalde |
| Monterrey avanzó a Semifinales (2-7). |           |           |                                 |                                   |                                   |

### Semifinales
| 28 de julio de 1976 | Universidad de Guadalajara | 1:1 (0:1) | Monterrey    | Estadio Jalisco, Guadalajara        |                                     |
|                     | Santoyo 90'                |           | Saldívar 12' | Árbitro(s): Enrique Mendoza Guillén | Árbitro(s): Enrique Mendoza Guillén |

| 31 de julio de 1976                                | Monterrey  | 1:2 (1:1) | Universidad de Guadalajara | Estadio Universitario, Monterrey |                           |
|                                                    | Carlos 40' |           | Eusebio 30' · Chavarín 89' | Árbitro(s): Jorge Narváez        | Árbitro(s): Jorge Narváez |
| Universidad de Guadalajara avanzó a la Final (2-3) |            |           |                            |                                  |                           |

| 29 de julio de 1976 | Unión de Curtidores | 0:1 (0:0) | América           | Estadio León, León de Los Aldama |                                 |
|                     |                     |           | Dávila 73' (a.g.) | Árbitro(s): Mario Rubio Vázquez  | Árbitro(s): Mario Rubio Vázquez |

| 1 de agosto de 1976              | América     | 1:0 (0:0) | Unión de Curtidores | Estadio Azteca, Ciudad de México  |                                   |
|                                  | Alcindo 84' |           |                     | Árbitro(s): Abel Aguilar Elizalde | Árbitro(s): Abel Aguilar Elizalde |
| América avanzó a la Final (2-0). |             |           |                     |                                   |                                   |

### Final
| 4 de agosto de 1976 | Universidad de Guadalajara | 0:3 (0:0) | América                               | Estadio Jalisco, Guadalajara     |                                  |
|                     |                            |           | Alcindo 48' · Kiese 88' · Reinoso 90' | Árbitro(s): Marcel Pérez Guevara | Árbitro(s): Marcel Pérez Guevara |

|       | POR   | Ignacio Calderón     |     |
|       | DEF   | Daniel Montes de Oca |     |
|       | DEF   | Héctor Santoyo       |     |
|       | DEF   | Roberto da Silva     |     |
|       | DEF   | Manuel Nájera        |     |
|       | MED   | Joel Andrade         |     |
|       | MED   | Eusebio              | 63' |
|       | MED   | Jair                 |     |
|       | DEL   | Ricardo Chavarín     |     |
|       | DEL   | Nené                 |     |
|       | DEL   | Rubén Anguiano       | 82' |
| D. T. | D. T. | José Gomes Nogueira  |     |

|       | POR   | Francisco Castrejón    |     |
|       | DEF   | René Trujillo          |     |
|       | DEF   | Javier Sánchez Galindo |     |
|       | DEF   | Miguel Ángel Cornero   |     |
|       | DEF   | Mario Pérez            |     |
|       | MED   | Javier García López    |     |
|       | MED   | Antonio de la Torre    |     |
|       | MED   | Cesáreo Victorino      |     |
|       | DEL   | Alcindo                | 84' |
|       | DEL   | Hugo Kiese             |     |
|       | DEL   | Carlos Reinoso         |     |
| D. T. | D. T. | Raúl Cárdenas          |     |

|  | MED | Raúl Ángel Mañón | 63' |
|  | DEL | Jaime Reyes      | 82' |

|  | DEL | Alfredo Tena | 84' |

| 48' · 88' · 90' | Alcindo Hugo Kiese Carlos Reinoso | 1:0 2:0 3:0 |

| Principal  | Marcel Pérez Guevara |
| Asistentes | Javier Galindo       |
|            | Mario Rubio Vázquez  |

|       | POR   | Ignacio Calderón     |     |
|       | DEF   | Daniel Montes de Oca |     |
|       | DEF   | Héctor Santoyo       |     |
|       | DEF   | Roberto da Silva     |     |
|       | DEF   | Manuel Nájera        |     |
|       | MED   | Joel Andrade         |     |
|       | MED   | Eusebio              | 63' |
|       | MED   | Jair                 |     |
|       | DEL   | Ricardo Chavarín     |     |
|       | DEL   | Nené                 |     |
|       | DEL   | Rubén Anguiano       | 82' |
| D. T. | D. T. | José Gomes Nogueira  |     |

|       | POR   | Francisco Castrejón    |     |
|       | DEF   | René Trujillo          |     |
|       | DEF   | Javier Sánchez Galindo |     |
|       | DEF   | Miguel Ángel Cornero   |     |
|       | DEF   | Mario Pérez            |     |
|       | MED   | Javier García López    |     |
|       | MED   | Antonio de la Torre    |     |
|       | MED   | Cesáreo Victorino      |     |
|       | DEL   | Alcindo                | 84' |
|       | DEL   | Hugo Kiese             |     |
|       | DEL   | Carlos Reinoso         |     |
| D. T. | D. T. | Raúl Cárdenas          |     |

|  | MED | Raúl Ángel Mañón | 63' |
|  | DEL | Jaime Reyes      | 82' |

|  | DEL | Alfredo Tena | 84' |

| 48' · 88' · 90' | Alcindo Hugo Kiese Carlos Reinoso | 1:0 2:0 3:0 |

| Principal  | Marcel Pérez Guevara |
| Asistentes | Javier Galindo       |
|            | Mario Rubio Vázquez  |

|       | POR   | Ignacio Calderón     |     |
|       | DEF   | Daniel Montes de Oca |     |
|       | DEF   | Héctor Santoyo       |     |
|       | DEF   | Roberto da Silva     |     |
|       | DEF   | Manuel Nájera        |     |
|       | MED   | Joel Andrade         |     |
|       | MED   | Eusebio              | 63' |
|       | MED   | Jair                 |     |
|       | DEL   | Ricardo Chavarín     |     |
|       | DEL   | Nené                 |     |
|       | DEL   | Rubén Anguiano       | 82' |
| D. T. | D. T. | José Gomes Nogueira  |     |

|       | POR   | Francisco Castrejón    |     |
|       | DEF   | René Trujillo          |     |
|       | DEF   | Javier Sánchez Galindo |     |
|       | DEF   | Miguel Ángel Cornero   |     |
|       | DEF   | Mario Pérez            |     |
|       | MED   | Javier García López    |     |
|       | MED   | Antonio de la Torre    |     |
|       | MED   | Cesáreo Victorino      |     |
|       | DEL   | Alcindo                | 84' |
|       | DEL   | Hugo Kiese             |     |
|       | DEL   | Carlos Reinoso         |     |
| D. T. | D. T. | Raúl Cárdenas          |     |

|  | MED | Raúl Ángel Mañón | 63' |
|  | DEL | Jaime Reyes      | 82' |

|  | DEL | Alfredo Tena | 84' |

| 48' · 88' · 90' | Alcindo Hugo Kiese Carlos Reinoso | 1:0 2:0 3:0 |

| Principal  | Marcel Pérez Guevara |
| Asistentes | Javier Galindo       |
|            | Mario Rubio Vázquez  |

|       | POR   | Ignacio Calderón     |     |
|       | DEF   | Daniel Montes de Oca |     |
|       | DEF   | Héctor Santoyo       |     |
|       | DEF   | Roberto da Silva     |     |
|       | DEF   | Manuel Nájera        |     |
|       | MED   | Joel Andrade         |     |
|       | MED   | Eusebio              | 63' |
|       | MED   | Jair                 |     |
|       | DEL   | Ricardo Chavarín     |     |
|       | DEL   | Nené                 |     |
|       | DEL   | Rubén Anguiano       | 82' |
| D. T. | D. T. | José Gomes Nogueira  |     |

|       | POR   | Francisco Castrejón    |     |
|       | DEF   | René Trujillo          |     |
|       | DEF   | Javier Sánchez Galindo |     |
|       | DEF   | Miguel Ángel Cornero   |     |
|       | DEF   | Mario Pérez            |     |
|       | MED   | Javier García López    |     |
|       | MED   | Antonio de la Torre    |     |
|       | MED   | Cesáreo Victorino      |     |
|       | DEL   | Alcindo                | 84' |
|       | DEL   | Hugo Kiese             |     |
|       | DEL   | Carlos Reinoso         |     |
| D. T. | D. T. | Raúl Cárdenas          |     |

|  | MED | Raúl Ángel Mañón | 63' |
|  | DEL | Jaime Reyes      | 82' |

|  | DEL | Alfredo Tena | 84' |

| 48' · 88' · 90' | Alcindo Hugo Kiese Carlos Reinoso | 1:0 2:0 3:0 |

| Principal  | Marcel Pérez Guevara |
| Asistentes | Javier Galindo       |
|            | Mario Rubio Vázquez  |

| 8 de agosto de 1976                                             | América   | 1:0 (0:0) | Universidad de Guadalajara | Estadio Azteca, Ciudad de México                                    |                                                                     |
|                                                                 | Kiese 63' | Reporte   |                            | Asistencia: 110 000 espectadores Árbitro(s): Marco Antonio Dorantes | Asistencia: 110 000 espectadores Árbitro(s): Marco Antonio Dorantes |
| América Campeón de la Primera División de México 1975-76 (4-0). |           |           |                            |                                                                     |                                                                     |

|       | POR   | Francisco Castrejón    |  |
|       | DEF   | René Trujillo          |  |
|       | DEF   | Javier Sánchez Galindo |  |
|       | DEF   | Miguel Ángel Cornero   |  |
|       | DEF   | Mario Pérez            |  |
|       | MED   | Javier García López    |  |
|       | MED   | Antonio de la Torre    |  |
|       | MED   | Cesáreo Victorino      |  |
|       | DEL   | Carlos Reinoso         |  |
|       | DEL   | Alcindo                |  |
|       | DEL   | Hugo Kiese             |  |
| D. T. | D. T. | Raúl Cárdenas          |  |

|       | POR   | Ignacio Calderón     |     |
|       | DEF   | Daniel Montes de Oca |     |
|       | DEF   | Héctor Santoyo       |     |
|       | DEF   | Roberto da Silva     |     |
|       | DEF   | Manuel Nájera        |     |
|       | MED   | Aurelio Martínez     |     |
|       | MED   | Eusebio              |     |
|       | MED   | Ricardo Chavarín     | 76' |
|       | DEL   | Rubén Anguiano       | 45' |
|       | DEL   | Nené                 |     |
|       | DEL   | Jair                 |     |
| D. T. | D. T. | José Gomes Nogueira  |     |

|  | MED | Raúl Ángel Mañón | 76' |
|  | DEL | Joel Andrade     | 45' |

| 63' | Hugo Kiese | 1:0 |

| Principal | Marco Antonio Dorantes |

|       | POR   | Francisco Castrejón    |  |
|       | DEF   | René Trujillo          |  |
|       | DEF   | Javier Sánchez Galindo |  |
|       | DEF   | Miguel Ángel Cornero   |  |
|       | DEF   | Mario Pérez            |  |
|       | MED   | Javier García López    |  |
|       | MED   | Antonio de la Torre    |  |
|       | MED   | Cesáreo Victorino      |  |
|       | DEL   | Carlos Reinoso         |  |
|       | DEL   | Alcindo                |  |
|       | DEL   | Hugo Kiese             |  |
| D. T. | D. T. | Raúl Cárdenas          |  |

|       | POR   | Ignacio Calderón     |     |
|       | DEF   | Daniel Montes de Oca |     |
|       | DEF   | Héctor Santoyo       |     |
|       | DEF   | Roberto da Silva     |     |
|       | DEF   | Manuel Nájera        |     |
|       | MED   | Aurelio Martínez     |     |
|       | MED   | Eusebio              |     |
|       | MED   | Ricardo Chavarín     | 76' |
|       | DEL   | Rubén Anguiano       | 45' |
|       | DEL   | Nené                 |     |
|       | DEL   | Jair                 |     |
| D. T. | D. T. | José Gomes Nogueira  |     |

|  | MED | Raúl Ángel Mañón | 76' |
|  | DEL | Joel Andrade     | 45' |

| 63' | Hugo Kiese | 1:0 |

| Principal | Marco Antonio Dorantes |

|       | POR   | Francisco Castrejón    |  |
|       | DEF   | René Trujillo          |  |
|       | DEF   | Javier Sánchez Galindo |  |
|       | DEF   | Miguel Ángel Cornero   |  |
|       | DEF   | Mario Pérez            |  |
|       | MED   | Javier García López    |  |
|       | MED   | Antonio de la Torre    |  |
|       | MED   | Cesáreo Victorino      |  |
|       | DEL   | Carlos Reinoso         |  |
|       | DEL   | Alcindo                |  |
|       | DEL   | Hugo Kiese             |  |
| D. T. | D. T. | Raúl Cárdenas          |  |

|       | POR   | Ignacio Calderón     |     |
|       | DEF   | Daniel Montes de Oca |     |
|       | DEF   | Héctor Santoyo       |     |
|       | DEF   | Roberto da Silva     |     |
|       | DEF   | Manuel Nájera        |     |
|       | MED   | Aurelio Martínez     |     |
|       | MED   | Eusebio              |     |
|       | MED   | Ricardo Chavarín     | 76' |
|       | DEL   | Rubén Anguiano       | 45' |
|       | DEL   | Nené                 |     |
|       | DEL   | Jair                 |     |
| D. T. | D. T. | José Gomes Nogueira  |     |

|  | MED | Raúl Ángel Mañón | 76' |
|  | DEL | Joel Andrade     | 45' |

| 63' | Hugo Kiese | 1:0 |

| Principal | Marco Antonio Dorantes |

|       | POR   | Francisco Castrejón    |  |
|       | DEF   | René Trujillo          |  |
|       | DEF   | Javier Sánchez Galindo |  |
|       | DEF   | Miguel Ángel Cornero   |  |
|       | DEF   | Mario Pérez            |  |
|       | MED   | Javier García López    |  |
|       | MED   | Antonio de la Torre    |  |
|       | MED   | Cesáreo Victorino      |  |
|       | DEL   | Carlos Reinoso         |  |
|       | DEL   | Alcindo                |  |
|       | DEL   | Hugo Kiese             |  |
| D. T. | D. T. | Raúl Cárdenas          |  |

|       | POR   | Ignacio Calderón     |     |
|       | DEF   | Daniel Montes de Oca |     |
|       | DEF   | Héctor Santoyo       |     |
|       | DEF   | Roberto da Silva     |     |
|       | DEF   | Manuel Nájera        |     |
|       | MED   | Aurelio Martínez     |     |
|       | MED   | Eusebio              |     |
|       | MED   | Ricardo Chavarín     | 76' |
|       | DEL   | Rubén Anguiano       | 45' |
|       | DEL   | Nené                 |     |
|       | DEL   | Jair                 |     |
| D. T. | D. T. | José Gomes Nogueira  |     |

|  | MED | Raúl Ángel Mañón | 76' |
|  | DEL | Joel Andrade     | 45' |

| 63' | Hugo Kiese | 1:0 |

| Principal | Marco Antonio Dorantes |

|                              |
| América Campeón 3.er título. |